# Сен-Ромен (Шаранта)
Сен-Роме́н (фр. Saint-Romain) — коммуна во Франции, находится в регионе Пуату — Шаранта. Департамент — Шаранта. Входит в состав кантона Обтер-сюр-Дрон. Округ коммуны — Ангулем.
Код INSEE коммуны — 16347.
Коммуна расположена приблизительно в 440 км к юго-западу от Парижа, в 150 км южнее Пуатье, в 45 км к югу от Ангулема.

## Население
| Год  | Численность | Численность |
| ---- | ----------- | ----------- |
| 1968 | 506         | [ 7 ]       |
| 1975 | 506         | [ 7 ]       |
| 1982 | 460         | [ 7 ]       |
| 1990 | 437         | [ 7 ]       |
| 1999 | 512         | [ 7 ]       |
| 2006 | 535         | [ 7 ]       |
| 2011 | 549         | [ 7 ]       |
| 2013 | 557         |             |
| 2015 | 566         | [ 8 ]       |
| 2016 | 560         | [ 9 ]       |
| 2017 | 529         | [ 10 ]      |
| 2018 | 512         | [ 11 ]      |
| 2019 | 508         | [ 12 ]      |
| 2020 | 511         | [ 13 ]      |
| 2021 | 511         | [ 14 ]      |
| 2022 | 513         | [ 4 ]       |

## Экономика
В 2007 году среди 323 человек в трудоспособном возрасте (15—64 лет) 219 были экономически активными, 104 — неактивными (показатель активности — 67,8 %, в 1999 году было 61,2 %). Из 219 активных работали 199 человек (109 мужчин и 90 женщин), безработных было 20 (9 мужчин и 11 женщин). Среди 104 неактивных 22 человека были учениками или студентами, 48 — пенсионерами, 34 были неактивными по другим причинам.

## Достопримечательности
- Церковь Сен-Ромен (XV век). Исторический памятник с 1994 года[16]
- Замок Пюишени

## Фотогалерея
- Церковь Сен-Ромен
- Кладбище
- Ферма Шарио и лес Лабрус